# Republika Federalna Niemiec na zimowych igrzyskach olimpijskich
Republika Federalna Niemiec startowała na zimowych IO w latach 1956–1964 w ramach Wspólnej Reprezentacji Niemiec, a od igrzysk w Grenoble w 1968 roku do igrzysk w Calgary w 1988 roku jako samodzielna reprezentacja. Reprezentowało ją 336 sportowców (264 mężczyzn i 72 kobiet). Najwięcej złotych medali (3) RFN zdobyło na igrzyskach w Sapporo w 1972 roku.

## Klasyfikacja medalowa
| Igrzyska         | Złoto | Srebro | Brąz | Razem |
| ---------------- | ----- | ------ | ---- | ----- |
| 1968 Grenoble    | 2     | 2      | 3    | 7     |
| 1972 Sapporo     | 3     | 1      | 1    | 5     |
| 1976 Innsbruck   | 2     | 5      | 3    | 10    |
| 1980 Lake Placid | –     | 2      | 3    | 5     |
| 1984 Sarajewo    | 2     | 1      | 1    | 4     |
| 1988 Calgary     | 2     | 4      | 2    | 8     |
| Razem            | 11    | 15     | 13   | 39    |

### Według dyscyplin
| Dyscyplina      | Złoto | Srebro | Brąz | Razem |
| --------------- | ----- | ------ | ---- | ----- |
| Nar. alpejskie  | 3     | 5      | 1    | 9     |
| Łyż. szybkie    | 3     | –      | –    | 3     |
| Kom. norweska   | 2     | 1      | –    | 3     |
| Saneczkarstwo   | 1     | 4      | 5    | 10    |
| Bobsleje        | 1     | 3      | 2    | 6     |
| Biathlon        | 1     | 2      | 2    | 5     |
| Łyż. figurowe   | –     | –      | 2    | 2     |
| Hokej na lodzie | –     | –      | 1    | 1     |
| Razem           | 11    | 15     | 13   | 39    |